# Leysin
Leysin (frz. [lɛzɛ̃], im einheimischen frankoprovenzalischen Dialekt [(ɛː) laː ͤtsɛ̃ ͥ]) ist eine politische Gemeinde im Distrikt Aigle des Schweizer Kantons Waadt.

## Geographie

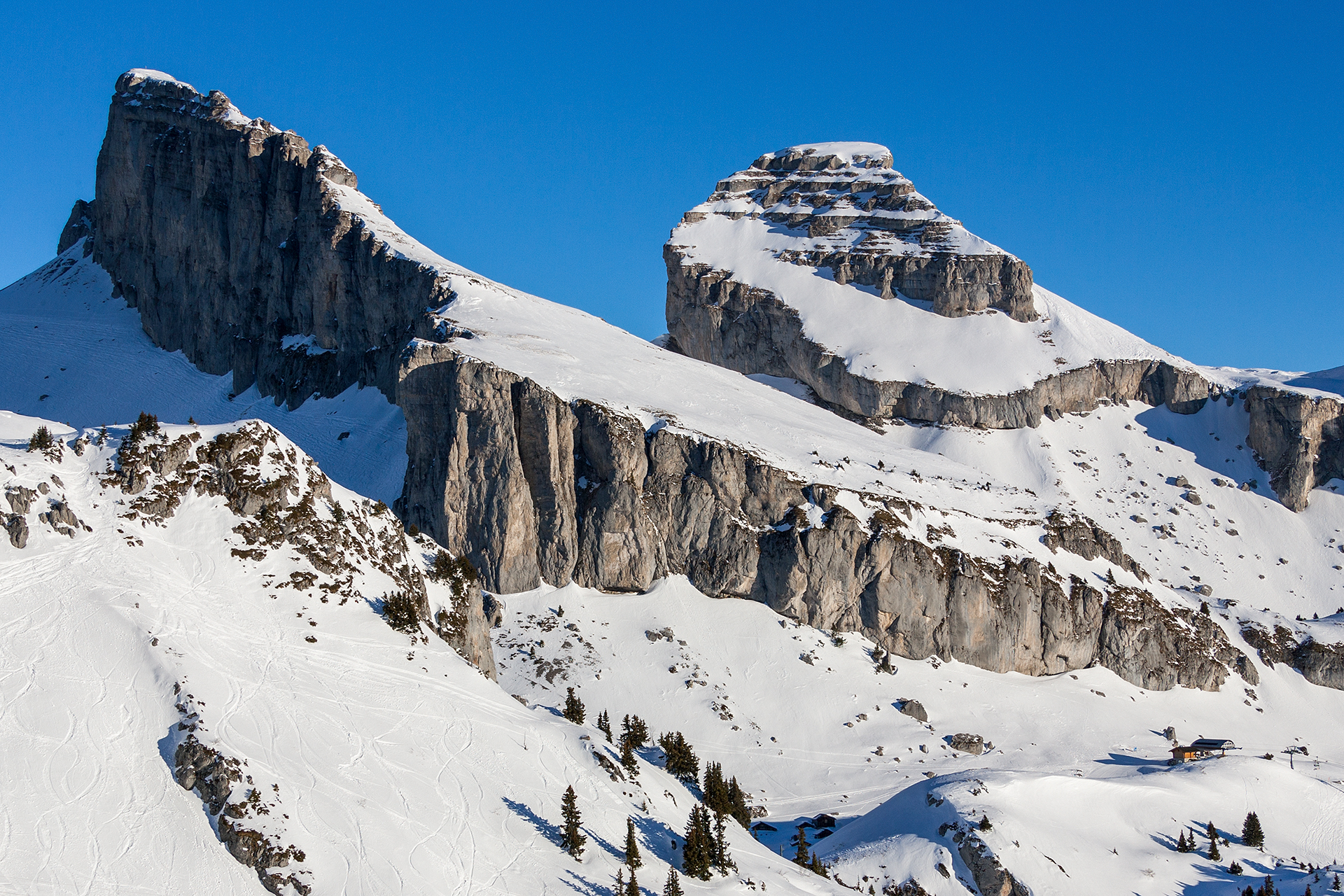
Tour d’Aï und Tour de Mayen

Leysin liegt auf 1253 m ü. M., 4 km nordöstlich des Bezirkshauptortes Aigle (Luftlinie). Das Dorf erstreckt sich auf einer breiten Terrasse am Südhang der Tour d’Aï, hoch über dem Tal der Grande Eau, an aussichtsreicher Lage östlich des Rhonetals.
Die Fläche des 18,5 km² grossen Gemeindegebiets umfasst einen Abschnitt der Waadtländer Voralpen. Im südlichen Teil des Gebietes liegt die Terrasse von Leysin (rund 1250 m ü. M.), die gegen das Tal der Grande Eau durch eine hangparallele Reihe von Waldhügeln begrenzt wird. Unterbrochen durch das Tal des Ruisseau de Ponty setzt sich die Terrasse im Südwesten in der Mulde von Veyges fort. Im Süden reicht der Gemeindeboden in das Tal der Grande Eau, welche das Gebiet zur Rhône entwässert.
Im Westen verläuft die Grenze entlang des Berggrates von La Riondaz und Berneuse (2045 m ü. M.). Nach Norden erstreckt sich der Gemeindeboden über Alpweiden bis auf die markanten aus Kalkstein bestehenden Bergstöcke von Tour d’Aï (mit 2331 m ü. M. höchster Punkt von Leysin), Tour de Mayen (2327 m ü. M.) und Tour de Famelon (2143 m ü. M.). In Mulden am Südabhang dieser Berge befinden sich die Bergseen Lac d’Aï, Lac de Mayen und Lac Segray. Von der Gemeindefläche entfielen 1997 7 % auf Siedlungen, 37 % auf Wald und Gehölze, 33 % auf Landwirtschaft und etwas weniger als 23 % war unproduktives Land.
Zu Leysin gehören der Ortsteil Feydey (1398 m ü. M.) oberhalb des Dorfes, die Siedlung Les Esserts (1340 m ü. M.) nordöstlich von Leysin, die Weiler En Crettaz (1225 m ü. M.) auf der Terrasse nördlich des Flot de Crête und Veyges (1113 m ü. M.) in einer Mulde zwischen dem Berghang und dem Efflot de Veyges, die Alpsiedlungen Aï (1892 m ü. M.) am Lac d’Aï und Mayen (1842 m ü. M.) am Lac de Mayen sowie einige Einzelhöfe. Nachbargemeinden von Leysin sind Aigle, Yvorne, Corbeyrier und Ormont-Dessous.

## Bevölkerung
Mit 3715 Einwohnern (Stand 31. Dezember 2023) gehört Leysin zu den mittelgrossen Gemeinden des Kantons Waadt. Von den Bewohnern sind 56,1 % französischsprachig, 11,9 % englischsprachig und 3,5 % deutschsprachig (Stand 2000). Die Bevölkerungszahl von Leysin belief sich 1900 auf 1065 Einwohner. Im Lauf des 20. Jahrhunderts wurde ein kontinuierliches Bevölkerungswachstum verzeichnet (1970: 2752 Einwohner). Nach einem vorübergehenden starken Rückgang während der 1970er Jahre nimmt die Einwohnerzahl seither wieder zu.
Leysin ist die Schweizer Gemeinde mit dem höchsten Ausländeranteil (61,7 Prozent, Stand 2011).

## Wirtschaft
Leysin war bis Ende des 19. Jahrhunderts ein vorwiegend durch die Landwirtschaft geprägtes Dorf. Danach setzte mit der verbesserten Verkehrsanbindung (Strasse und Schiene) eine rasche Entwicklung zum Erholungs- und Luftkurort ein, insbesondere die Behandlung von Tuberkulosekranken.
Heute haben die Milchwirtschaft und Viehzucht nur noch einen geringen Stellenwert in der Erwerbsstruktur der Bevölkerung. Die meisten Arbeitsplätze sind im lokalen Kleingewerbe und vor allem im Dienstleistungssektor vorhanden. Das Gewerbe ist ganz auf die Bedürfnisse des Tourismus ausgerichtet. Leysin war bis 2009 Sitz des American College of Switzerland (ACS – Teil von Schiller International University) und Standort der renommierten Leysin American School (LAS) sowie der Kumon Leysin Academy of Switzerland (KLAS). Im Weiteren gibt es eine Hotelfachschule und mehrere Sprachschulen. Seit 1956 befindet sich im Ort eine Niederlassung des Club Méditerranée.

### Tourismus

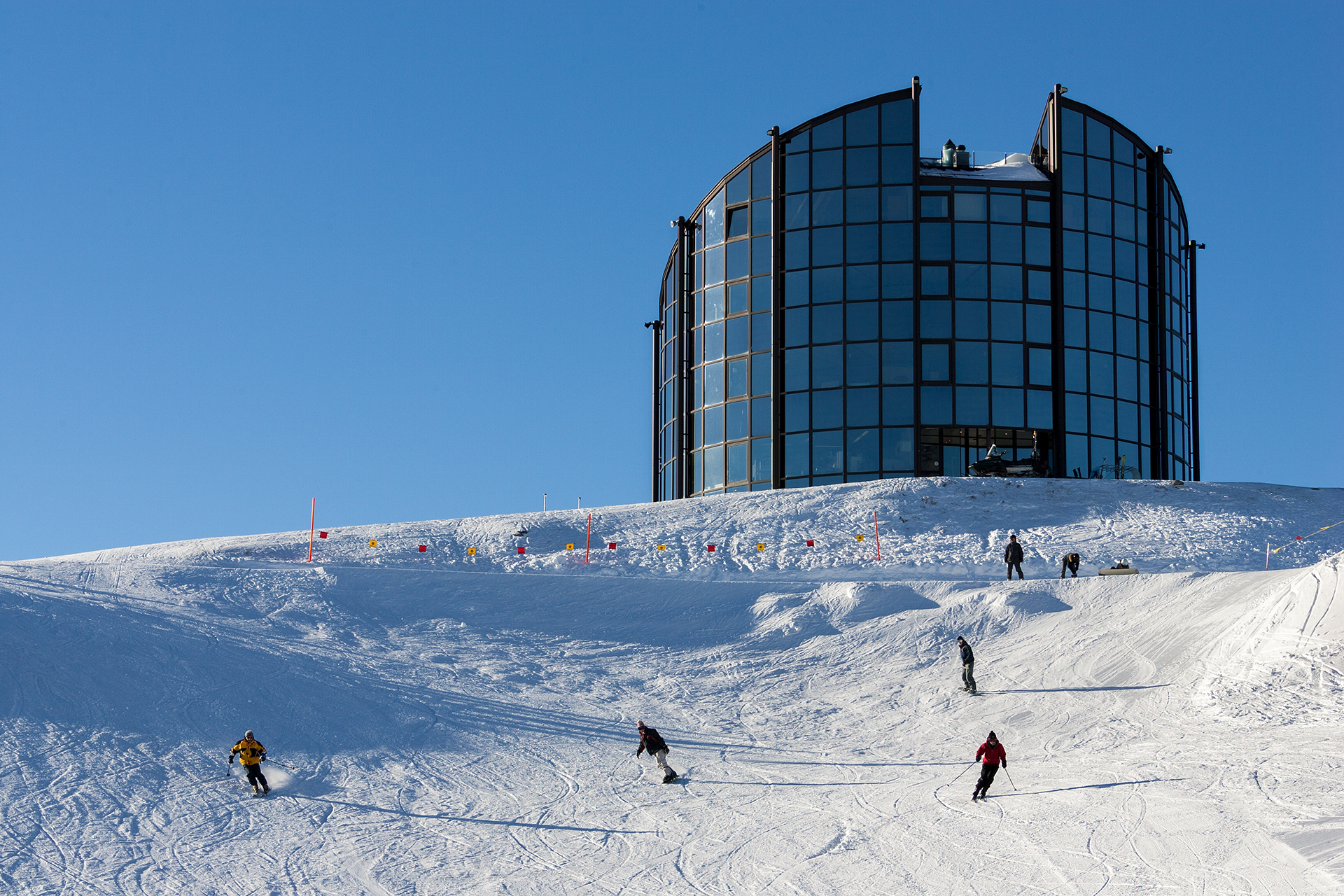
Drehrestaurant Kuklos

Ab etwa 1870 entwickelte sich Leysin zum bedeutenden gleichnamigen Luftkurort; der Fremdenverkehr setzte ein, und es wurden viele neue Hotels erbaut. Um 1900 erlangte Leysin internationalen Ruf als Behandlungsort für Tuberkulosekranke. Die Patienten wurden einer Sonnentherapie unterzogen, für die Leysin mit seiner Südhanglage, geschützt von kalten Nordwinden und meist oberhalb der Dunst- und Hochnebeldecke des Rhônetals besonders geeignet war. In der Folge entstanden zahlreiche Sanatorien (während der Hochkonjunktur insgesamt etwa 80). Gleichzeitig wurde Leysin auch zu einem Wintersportort ausgebaut.
Nachdem Antibiotika zur Behandlung der Lungenkrankheiten entdeckt worden waren, erlitt der Höhenkurort nach dem Zweiten Weltkrieg einen wirtschaftlichen Einbruch. Die meisten Sanatorien wurden geschlossen oder zu Hotels und Ferienwohnungen umgebaut. Durch den wiederaufkommenden Fremdenverkehr seit den 1950er Jahren konnte der wirtschaftliche Niedergang kompensiert werden.
Heute ist Leysin ein modernes Touristik- und Sportzentrum, sowohl auf den Winter- als auch auf den Sommertourismus ausgerichtet. Die Hänge und Alpen von Aï und Mayen sind durch mehrere Bergbahnen und Skilifte erschlossen. Auf dem Gipfel der Berneuse befindet sich das moderne Panorama-Drehrestaurant Kuklos. Das Gebiet um die Tour d’Aï, Tour de Mayen und Tour de Famelon mit den drei Bergseen ist ein beliebtes Wanderziel.

## Verkehr
Die Gemeinde liegt abseits der grösseren Durchgangsstrassen. Sie ist durch eine Stichstrasse von Le Sépey an der Hauptstrasse 11 Aigle-Col des Mosses erschlossen. Am 6. November 1900 wurde die heute von den Transports Publics du Chablais (TPC) betriebene Zahnradbahn Aigle–Leysin (AL) mit drei Haltestellen in Leysin eingeweiht. Für die Feinverteilung im öffentlichen Verkehr sorgt die Buslinie, die von Le Sépey nach Leysin verkehrt.

## Geschichte

Luftbild von Walter Mittelholzer (1919)

Die erste urkundliche Erwähnung des Ortes erfolgte 1232 als Leissins. Der Ortsname ist eine Ableitung von einem lateinischen Personennamen Latius oder Lesius mit dem Ortsnamensuffix -ānum.
Der alte Ortskern von Leysin liegt auf einer Terrasse hinter einer Waldkuppe und kann vom Rhônetal her nicht gesehen werden. Die früheren Bewohner lebten zwar in einer grossen Abgeschiedenheit, waren aber auch nicht von etwelchen Plünderungszügen im Rhônetal betroffen. Seit dem Mittelalter gehörte Leysin zum Herzogtum Savoyen und war von Aigle kirchlich und administrativ abhängig.
Mit der Eroberung der Herrschaft Aigle durch Bern im Jahr 1476 im Rahmen der Burgunderkriege gelangte Leysin unter die Verwaltung des Gouvernements Aigle. Die Reformation wurde 1528 im Dorf eingeführt. Erst 1702 wurde Leysin eine selbständige politische Gemeinde. Nach dem Zusammenbruch des Ancien Régime gehörte das Dorf von 1798 bis 1803 während der Helvetik zum Kanton Léman, der anschliessend mit der Inkraftsetzung der Mediationsverfassung im Kanton Waadt aufging. 1798 wurde es dem Bezirk Aigle zugeteilt.

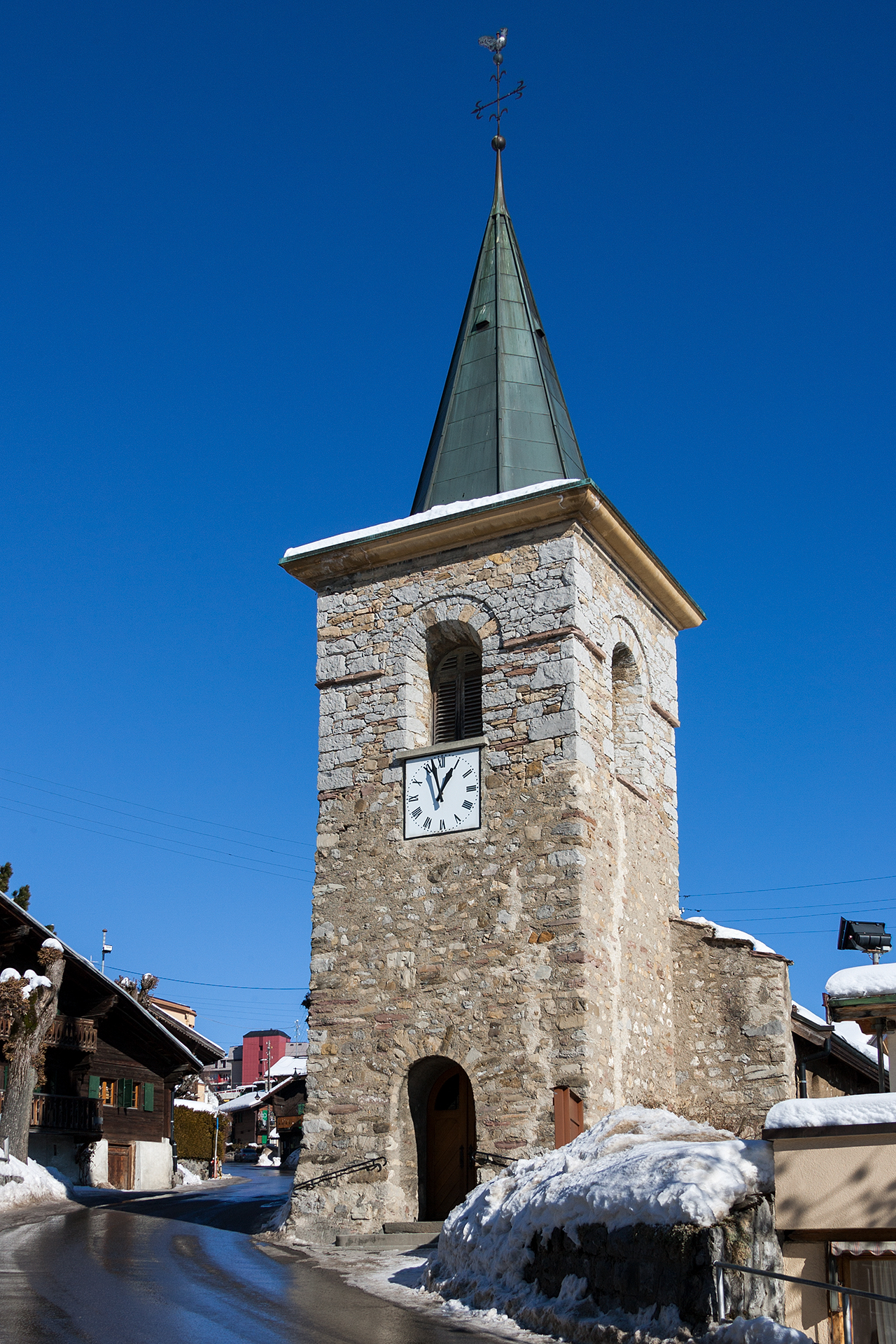
Pfarrkirche Saint-Nicolas

Erstmals grössere Bekanntheit erlangte Leysin 1789 durch das Buch Essay upon the principles of population, in dem Thomas Malthus die verhältnismässig lange Lebenszeit der Dorfbewohner (61 Jahre) gegenüber anderen europäischen Gemeinden beschrieb. Er führte diese Tatsache auf das gesunde Klima und die Abgeschiedenheit (die Bewohner werden von ansteckenden Krankheiten der Talbevölkerung weitgehend verschont) zurück. Dieses Buch war die Grundlage dafür, dass Leysin im frühen 19. Jahrhundert zunächst als Genesungsort für die nähere Region, ab etwa 1870 auch international bekannt wurde.
Der SC Leysin nahm an den Schweizer Eishockeymeisterschaften 1908/09 und 1909/10 teil.

## Gemeindefusion
Die Gemeinde Leysin verfolgte 2010 ein Fusionsprojekt mit den benachbarten Gemeinden Aigle und Yvorne. In der Volksabstimmung vom 26. September 2010 scheiterte das Vorhaben knapp an einer Nein-Mehrheit von 43 Stimmen in der Gemeinde Aigle:
| Gemeinde | Ja          | Nein        |
| -------- | ----------- | ----------- |
| Aigle    | 1168 (49 %) | 1211 (51 %) |
| Leysin   | 455 (53 %)  | 403 (47 %)  |
| Yvorne   | 252 (52 %)  | 232 (48 %)  |

## Sehenswürdigkeiten
Die reformierte Kirche Saint-Nicolas stammt im Kern von 1445, wurde jedoch im 17. Jahrhundert barockisiert. Das Ortsbild von Leysin ist geprägt durch Hotel- und Sanatorienbauten (mittlerweile renoviert und umgestaltet) aus der Zeit um 1900, darunter das Grand Hotel von 1892.

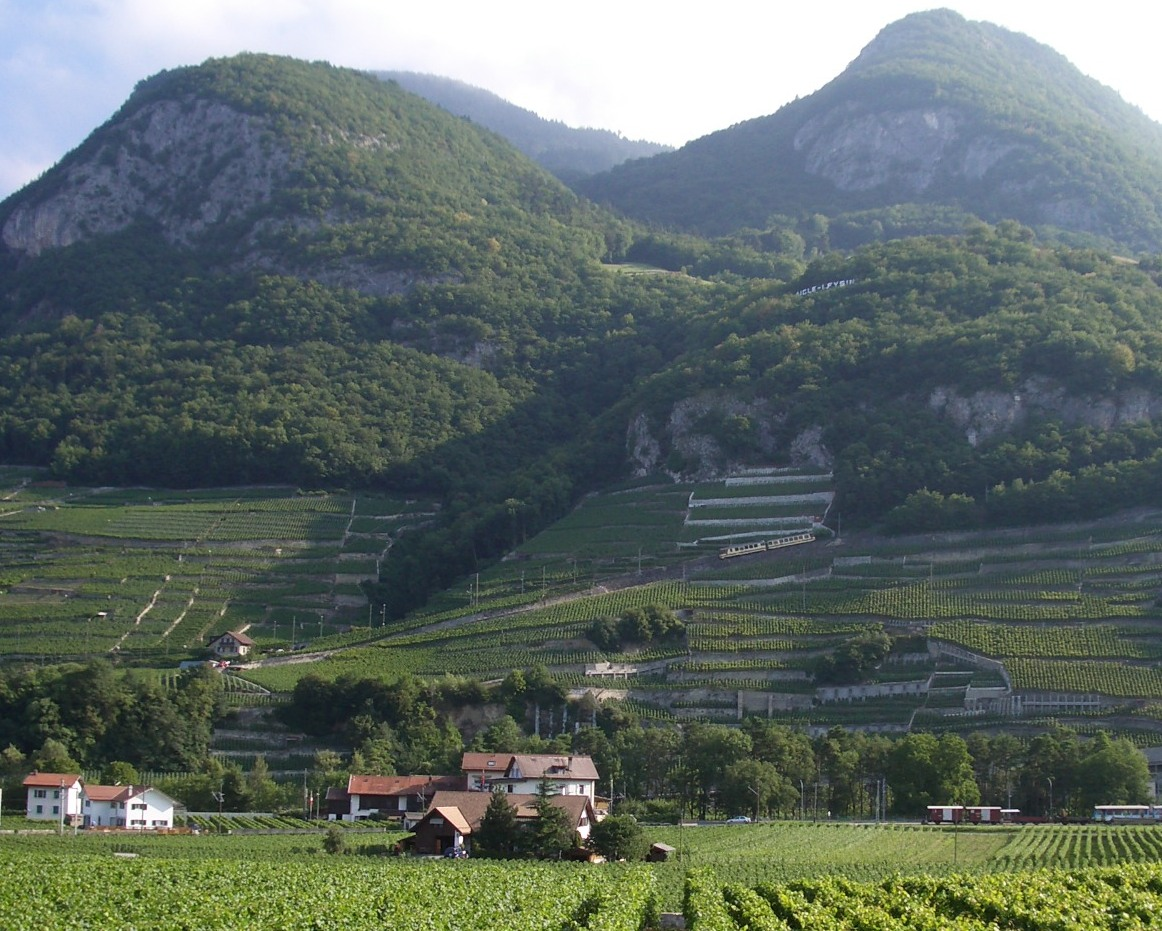
Chemin de fer Aigle-Leysin (AL) im Aufstieg nach Leysin
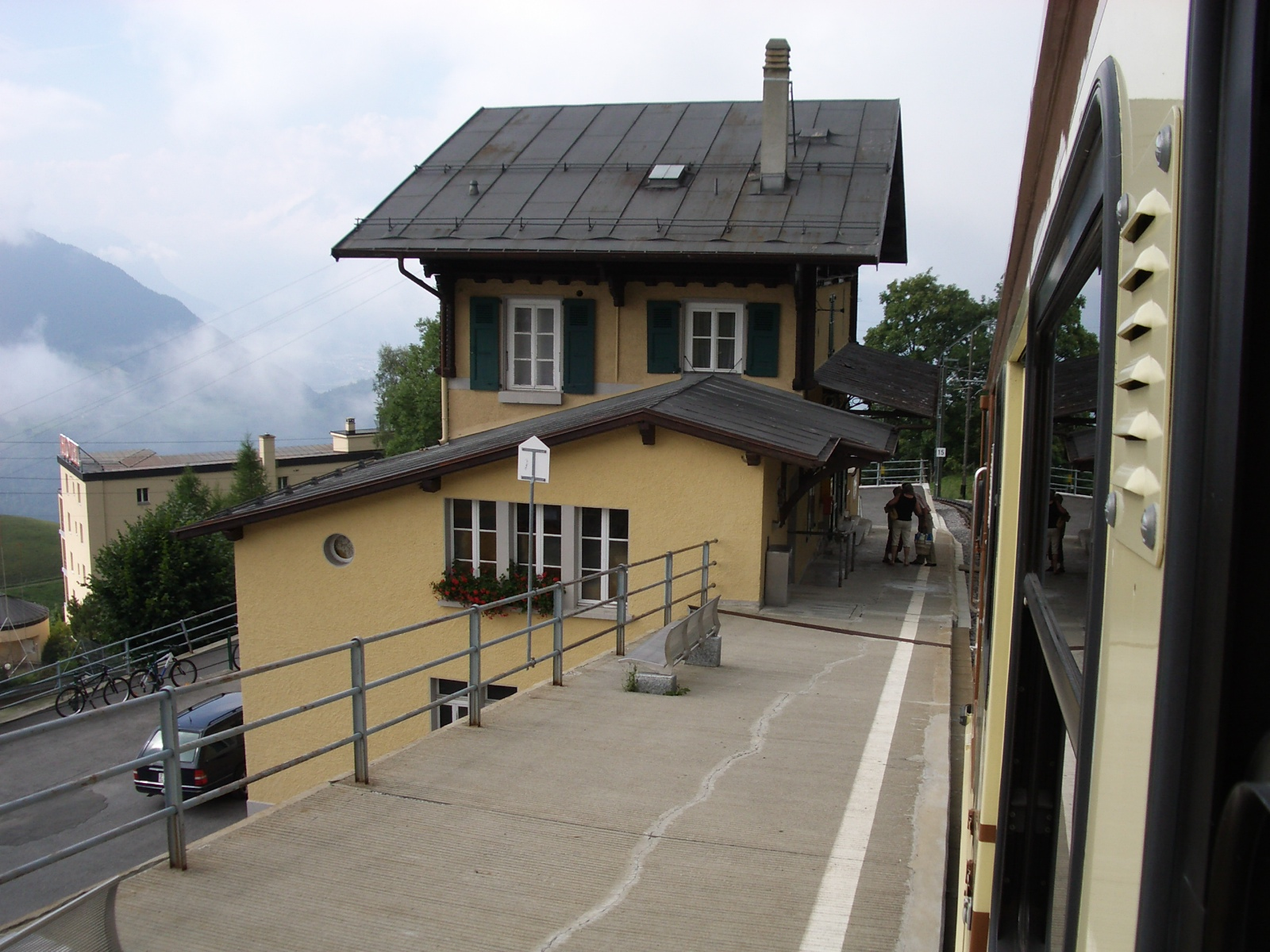
Bahnhof Leysin-Village, im Hintergrund erstes Hochschulsanatorium
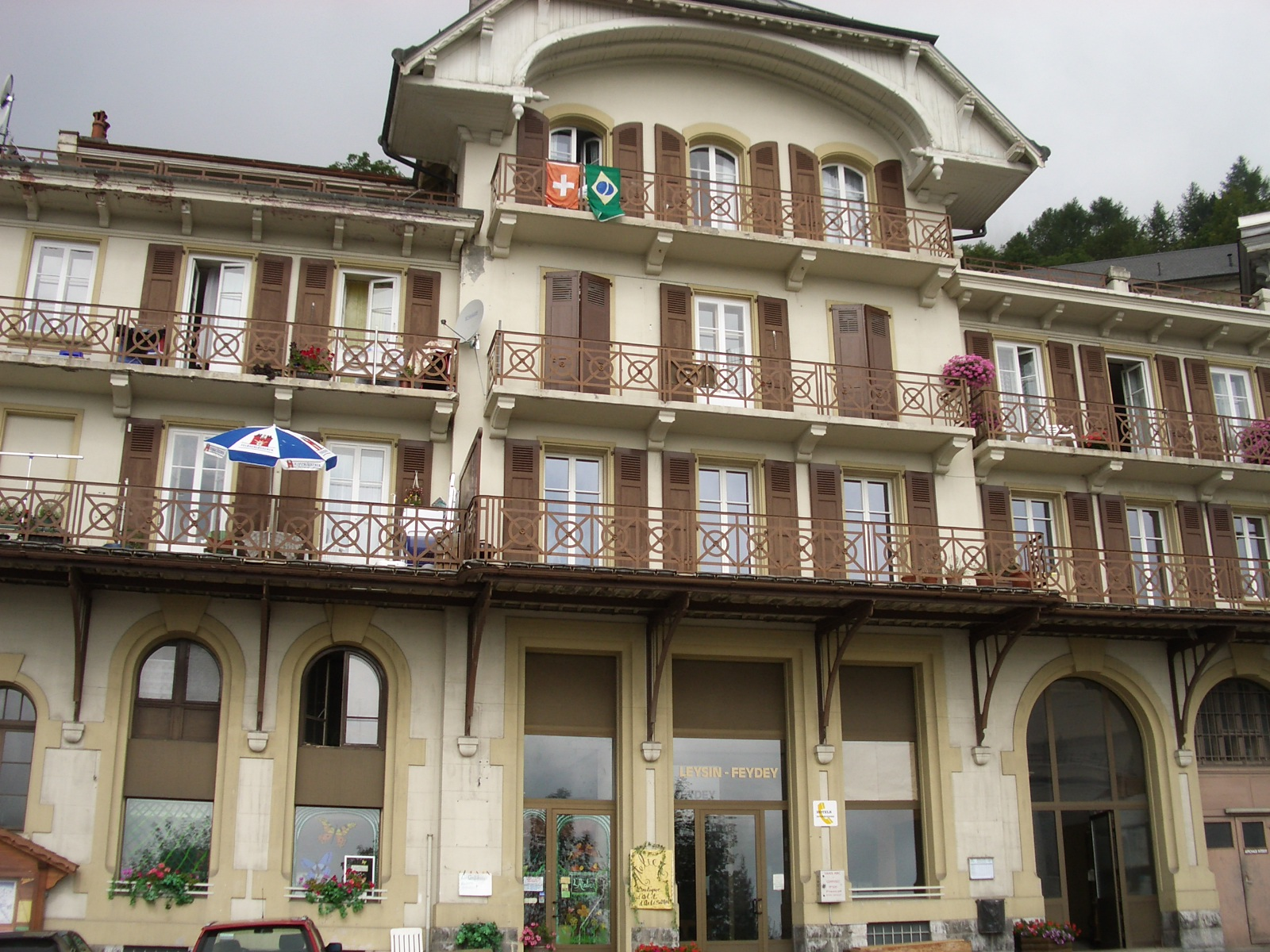
Bahnhof Leysin-Feydey
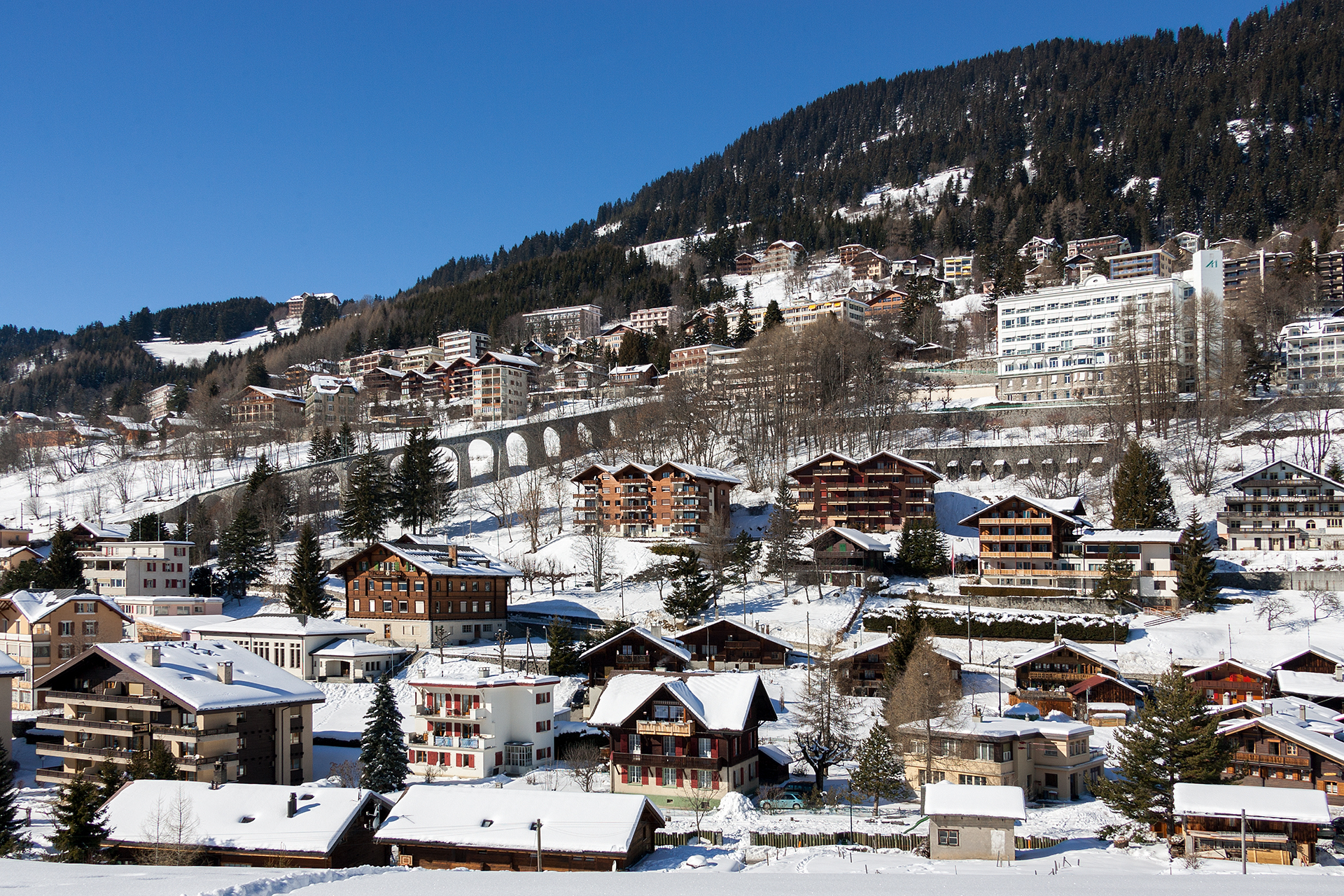
Leysin
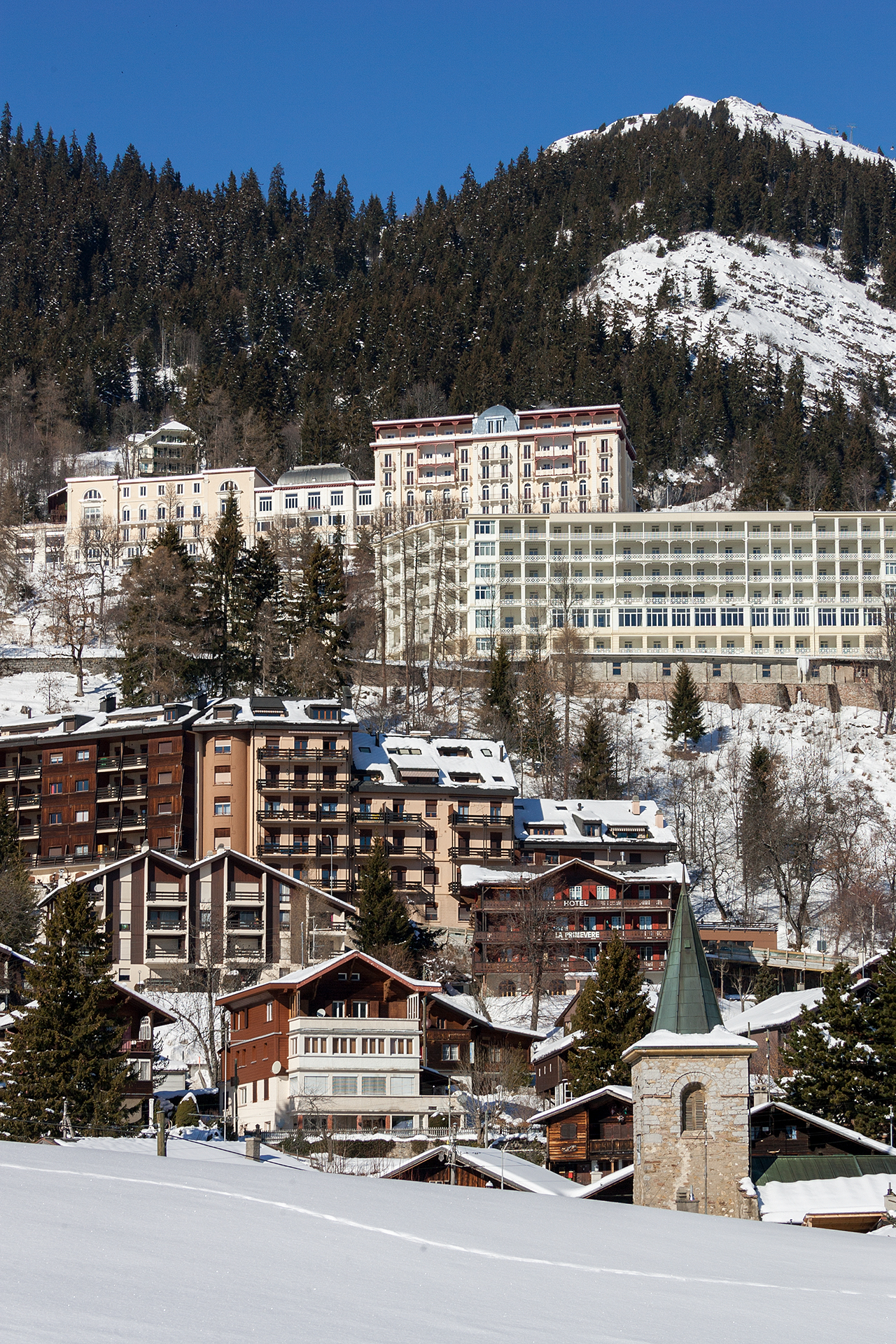
Leysin

## Persönlichkeiten

### Söhne und Töchter der Gemeinde
- Bertil Galland (* 1931), Journalist und Schriftsteller
- Harold Studer (1942–2000), Kartograf, Grafiker und Kunstmaler
- Silvio Giobellina (* 1954), Bobsportler, Weltmeister im Viererbob